# بنك الريان البريطاني
بنك الريان (المعروف سابقًا باسم البنك الإسلامي البريطاني ) هو بنك تجاري في المملكة المتحدة ، تم إنشاؤه في أغسطس 2004 لتقديم منتجات الخدمات المالية المتوافقة مع الشريعة الإسلامية للعملاء من أي دين. وللبنك ثلاثة فروع في لندن ، بالإضافة إلى برمنغهام ومانشستر وليستر ووكالات في لوتون وتوتينغ وبرادفورد . إنه أول بنك بريطاني يدعي أنه يعمل بكامله وفقًا للمبادئ الإسلامية . يرحب البنك بالناس من جميع الأديان ويزداد شعبية مع غير المسلمين الذين يبحثون عن بديل أخلاقي للبنوك التقليدية.
يذكر البنك أن له خمس قيم: متوافقة مع الشريعة الإسلامية وموجهة نحو المجتمع وآمنة وقيمة جيدة ورائدة. الإيمان هو عامل مهم للبنك، وفقا لفروع قريبة لفترة وجيزة بعد ظهر الجمعة للسماح للموظفين لحضور صلاة يوم الجمعة . كما يوجد بالبنك قسم شرعي ولجنة إشراف شرعية مستقلة للتأكد من أن منتجاته متوافقة مع التعاليم الإسلامية.
اعتبارًا من عام 2017 ، قام بنك الريان بخدمة 77000 عميل.

## استحواذ مصرف الريان على البنك الإسلامي البريطاني
في 16 يناير 2014 ، أكد البنك الإسلامي البريطاني أن شركته الأم الجديدة هي مصرف الريان ، أحد أكبر البنوك الإسلامية في العالم.
في ديسمبر 2014 ، غير البنك الإسلامي البريطاني اسمه رسميًا إلى بنك الريان ، ليعكس وضعه كجزء من مجموعة شركات مصرف الريان.

## نمو سريع
في عام 2016 ، تم تصنيف بنك الريان باعتباره ثالث أسرع البنوك نموًا في المملكة المتحدة من خلال «جداول دوري البنوك لعام 2017» ،  وهو تحليل مالي كامل لجميع 155 بنكًا مدمجًا في المملكة المتحدة ، نشرته شركة سيرشلاين للنشر. وأعقب ذلك في عام 2017 نشر البنك أرباحًا قياسية قبل الضرائب بلغت 8.2 مليون جنيه إسترليني وأعلن أن لديه أكثر من 77000 عميل.
أصبح مصرف الريان البنك الإسلامي الوحيد في المملكة المتحدة الذي حصل على تصنيف رسمي عندما قامت وكالة الائتمان العالمية موديز بتعيين تصنيف وديعة (Aa3) لبنك الريان  في نوفمبر 2017. وفي وقت لاحق من ذلك الشهر ، مُنح الرئيس التنفيذي السابق للبنك ، السلطان شودري ، جائزة OBE عن خدماته في مجال التمويل الإسلامي من قبل صاحب السمو الملكي الأمير وليام ، دوق كامبريدج 

## روابط خارجية
- التقرير السنوي لبنك الريان 2017
- مصرف الريان
- سؤال وجواب التمويل الإسلامي (بي بي سي)